# Êta Mundo Bom!
Êta Mundo Bom! é uma telenovela brasileira produzida e exibida pela TV Globo, de 18 de janeiro a 26 de agosto de 2016, em 190 capítulos. Substituiu Além do Tempo e foi substituída por Sol Nascente sendo a 87.ª novela das seis exibida pela emissora.
Foi escrita por Walcyr Carrasco, com colaboração de Maria Elisa Berredo, Daniel Berlinsky, Márcio Haiduck, Cláudia Tajes, Nelson Nadotti e Vinícius Vianna. A direção foi de Ana Paula Guimarães, Marcelo Zambelli e Diego Morais, sob a direção geral e artística de Jorge Fernando.
A trama foi livremente baseada nos contos Cândido, ou O Otimismo, publicado em 1759 pelo filósofo iluminista Voltaire e que deu origem ao filme brasileiro Candinho, de Abílio Pereira de Almeida, em 1954. A obra também acompanha uma radionovela intitulada Herança de Ódio, adaptação homônima de Oduvaldo Vianna, exibida na Rádio Globo três vezes por semana e relançada em formato de podcast a partir de 2020.
Contou com as atuações de Sergio Guizé, Débora Nascimento, Flávia Alessandra, Bianca Bin, Eriberto Leão, Eliane Giardini, Elizabeth Savalla e Marco Nanini nos papéis principais da trama.

## Enredo
“Quis trazer a discussão que sustenta a todos nós, todo o tempo. O mundo é bom? Há motivos para ser otimista? Então por que acontecem tantas coisas ruins? Vale a pena acreditar que um dia tudo vai melhorar?”.

—Comentou Walcyr Carrasco sobre sua novela.
A trama conta a história de Candinho, que foi separado da mãe logo após seu nascimento e acolhido pelo casal Cunegundes e Quinzinho, donos da fazenda Dom Pedro II, perto da cidade fictícia de Piracema, por volta dos anos 20. O casal, que há tempos tenta um herdeiro sem sucesso, decide ficar com o bebê. Mas não demora para Cunegundes finalmente engravidar e ganhar três filhos legítimos: Filomena (Filó), Mafalda e Quincas. Candinho vai sendo deixado de lado pelos pais adotivos, mesmo com a proteção de Eponina, irmã de Quinzinho, e Manuela, a empregada da fazenda. O professor de Filosofia Pancrácio, amigo da família, também está sempre por perto, apoiando Candinho. Muito sábio, esperto e generoso, ele acompanha a vida do rapaz desde que chegou à fazenda e se interessa por sua origem, com a intenção de ajudá-lo. No início da história, em 1948, Candinho é expulso da fazenda ao ser flagrado por Cunegundes beijando a primogênita Filomena, por quem é apaixonado desde criança.
Pancrácio aconselha Candinho a seguir para a capital em busca da mãe biológica, Anastácia, que ele nunca conheceu. Assim, o rapaz viaja junto de seu inseparável amigo, o burro Policarpo, tendo como lembrança da mãe apenas um velho medalhão com uma fotografia dela quando jovem. A mãe, a esta altura, é uma viúva milionária proprietária da fábrica de sabonetes Aroma, e que também está à procura do filho na capital. Ela conta com a ajuda do detetive Jack, de Emma, sua melhor amiga, e de Araújo, advogado e homem de confiança. Anastácia não faz ideia de que a sobrinha Sandra fará de tudo para atrapalhar esse encontro, pois teme perder a posição de herdeira. Na frente de Anastácia, Sandra é doce e generosa, mas por trás é gananciosa e sem escrúpulos.
Candinho é um homem que sempre carrega um grande otimismo, mesmo com as dificuldades da vida. Seu lema é "Tudo o que acontece de ruim na vida da gente é pra meiorá". Na cidade grande, conhece seu fiel amigo, o garoto Pirulito. Com o pouco dinheiro que ganhou de Eponina e Manuela, Candinho é aconselhado por Pirulito a alugar um quarto na pensão da adorável D. Camélia, e os dois passam a morar juntos. Mas o dinheiro acaba e Camélia fica com o burro Policarpo como garantia de pagamento. Na esperança de reaver o animal de estimação, Candinho acaba reencontrando Pancrácio, que a essa altura usa sua veia artística e poética, fantasiando-se dos mais cômicos disfarces e pedindo esmolas nas ruas, por não ter achado um bom emprego como professor na cidade grande. O professor acolhe Candinho e Pirulito em sua casa e os dois passam a vender pipoca na praça, conseguindo reaver Policarpo. Além da busca incessante pela mãe, Candinho também luta pelo amor de Filomena, que agora mora na capital e vive uma relação com o possessivo Ernesto, que a convenceu a fugir com ele para a capital, com a promessa de casamento. Mas o mundo de Filó desaba quando os dois chegam em São Paulo. Ernesto diz que não tem dinheiro para se casar e praticamente obriga a moça a se tornar dançarina em uma espécie de cabaré, o dancing club da misteriosa Paulina. Ele fica com a maior parte do dinheiro que ela ganha no local. Filó ganha a amizade da dançarina desengonçada Clarice e começa a sofrer com os tormentos de Diana, uma dançarina ambiciosa que tem um caso com o mau-caráter Severo, dono de uma loja de tecidos.
Em paralelo, há a história da filha de Severo, Maria, uma jovem que engravidou do noivo, morto em um acidente de carro antes do casamento. Severo a expulsou de casa sem ouvir suas explicações. Maria é acolhida por Anastácia e começa a trabalhar na mansão como empregada, mas enfrenta a hostilidade dos irmãos Sandra e Celso, que querem vê-la fora da casa. No entanto, Celso se apaixona por ela e os dois vivem uma história de amor conturbada por Sandra, que envolve-se com Ernesto para impedir o reencontro de Candinho e Anastácia, e ainda roubar todo o dinheiro da tia.
Apesar dos planos de Sandra para impedir o reencontro de mãe e filho, Anastácia e Candinho acabam se conhecendo e logo desenvolvem uma relação fraternal. A vilã ainda tenta seduzir o caipira, de quem chega a se tornar noiva, mas ele a abandona no altar graças aos esforços de Maria e Pancrácio, que fazem Candinho descobrir que Filomena espera um filho seu. A dançarina, temendo ficar mal falada, aceita se casar com o milionário comendador Fragoso, frequentador assíduo do dancing, e que é apaixonado pela moça. O casamento dura pouco, pois Fragoso morre e seus filhos deixam Filó na miséria. Ao saber que o casamento de Candinho e Sandra se aproxima, Filomena parte rumo à fazenda dos pais, com medo de que o ex-namorado tome a guarda de seu filho. Ardilosa, Sandra não desiste de abocanhar a fortuna de Anastácia e seduz Araújo, que administra a fábrica da milionária. Ela faz com que ele se separe da mulher e o convence a dar um golpe em Anastácia, fazendo-a assinar, sem perceber, documentos de transferência de bens. Mesmo sendo honesto, Araújo se vê impelido a colaborar com Sandra quando descobre que seu filho, o pequeno Cláudio, pode voltar a andar se fizer uma cara cirurgia nos Estados Unidos. Como o plano não dá certo, Sandra e Ernesto decidem falsificar a assinatura de Anastácia e a vilã toma posse de todos os bens da tia, expulsando-a junto a Candinho, Maria e Pirulito da mansão. Todos passam a morar na humilde casa de Pancrácio, que pode enfim vencer as barreiras sociais que o separavam de Anastácia e se casar com a amada. O detetive Jack localiza Filomena, fazendo acontecer o reencontro emocionado entre a ex-dançarina e Candinho. Os dois se reconciliam e mais tarde celebram o nascimento do primeiro filho. Celso e Maria se casam. Severo, arrependido, pede perdão à filha, que o perdoa. Contando com a ajuda de Celso – e mais tarde de Araújo, que se arrepende ao perceber que foi usado por Sandra – Anastácia e Candinho conseguem vencer o processo contra Sandra. A vilã foge com a ajuda de Ernesto. Após pagar por seus erros e ser solto, Araújo consegue o perdão de Anastácia e recupera seu emprego na fábrica, podendo ser feliz ao lado do filho, que volta a andar, e da nova mulher, Olga.
Filó decide então voltar para São Paulo para se casar com o amado, mas Sandra e Ernesto sequestram a moça e o bebê no dia do casamento e exigem uma fortuna de Anastácia como resgate. Mas o cativeiro acaba sendo encontrado pela polícia, e durante a fuga, Sandra e Ernesto sofrem um acidente de carro. O malandro morre e a vilã acaba seus dias vivendo um verdadeiro inferno na prisão. Após arrumar uma briga com as outras detentas, ela é confinada em uma solitária como punição e se desespera. Anastácia decide comprar a fazenda de Cunegundes e Quinzinho para o filho viver e se muda para Piracema com Pancrácio e Pirulito, abrindo uma escola para que o marido dê aulas de teatro e filosofia. Celso se torna o administrador da fábrica de sabonetes e continua vivendo na mansão ao lado de Maria, que engravida do amado. Candinho e Filomena se casam na última cena da novela e terminam muito felizes.

### Herança de Ódio
Os personagens da trama são ouvintes da radionovela Herança de Ódio. Ela conta a história de uma respeitada família que está em vias de perder sua fortuna e honra na pequena cidade de Trindade. Recém-chegado de São Paulo e guiado por um juramento feito ao pai, Daniel, em seu leito de morte, Adriano Trindade assume o comando das indústrias da família. Ele sabe que terá de enfrentar a fúria de inimigos incansáveis para defender seu patrimônio. Enquanto isto, Leonor, a calculista noiva de Adriano, fará de tudo para afastar Cristina, antigo amor do rapaz.

## Elenco
| Intérprete           | Personagem                                                         |
| -------------------- | ------------------------------------------------------------------ |
| Sérgio Guizé         | Cândido Policarpo Sampaio dos Santos / Cândido da Silva (Candinho) |
| Débora Nascimento    | Filomena Pereira Torres (Filó)                                     |
| Flávia Alessandra    | Sandra Sampaio Carneiro                                            |
| Bianca Bin           | Maria Lima                                                         |
| Eriberto Leão        | Ernesto Dias                                                       |
| Eliane Giardini      | Anastácia de Souza Sampaio                                         |
| Marco Nanini         | Professor Pancrácio Martinho                                       |
| Marco Nanini         | Dr. Pandolfo Martinho                                              |
| Rainer Cadete        | Celso Sampaio Carneiro                                             |
| Elizabeth Savalla    | Cunegundes Pereira Torres (Boca de Fogo)                           |
| Ary Fontoura         | Joaquim Pereira Torres (Quinzinho)                                 |
| Camila Queiroz       | Mafalda Pereira Torres                                             |
| Klebber Toledo       | Romeu Lobato                                                       |
| Anderson Di Rizzi    | José Francisco Leitão (Zé dos Porcos)                              |
| Rosi Campos          | Eponina Pereira Torres                                             |
| Priscila Fantin      | Diana de Oliveira                                                  |
| Tarcísio Filho       | Severo Lima                                                        |
| Rômulo Arantes Neto  | Braz Lima                                                          |
| Flávio Tolezani      | Dr. Afonso Araújo (Araújo)                                         |
| Guilhermina Guinle   | Ilde Quintela de Araújo                                            |
| Giovanna Grigio      | Gerusa Aguiar                                                      |
| Arthur Aguiar        | Osório                                                             |
| Ana Lúcia Torre      | Camélia Aguiar                                                     |
| Miguel Rômulo        | Joaquim Pereira Torres Filho (Quincas)                             |
| Jeniffer Nascimento  | Benedita dos Santos (Dita)                                         |
| David Lucas          | Detetive Jack Fonseca                                              |
| Marianna Armellini   | Clarice                                                            |
| Suely Franco         | Paulina Francis                                                    |
| Flávio Migliaccio    | Dr. Josias da Conceição                                            |
| Dhu Moraes           | Manuela dos Santos                                                 |
| Juliane Araújo       | Sarita Francis                                                     |
| Maria Carol Rebello  | Olga Macedo                                                        |
| Mauro Mendonça       | Dr. Inácio Xavier                                                  |
| Maria Zilda Bethlem  | Emma Thomas                                                        |
| Marcelo Argenta      | Dr. Lauro Ortiz                                                    |
| Cleiton Morais       | Tobias Assis                                                       |
| Marilu Bueno         | Narcisa Ortiz                                                      |
| Rodrigo Andrade      | Fábio Costa                                                        |
| Rosane Gofman        | Olímpia Castelar / Cristina                                        |
| Kenya Costta         | Quitéria                                                           |
| Sérgio Fonta         | Dr. Dantas Reis                                                    |
| Marcio Tadeu de Lima | Romualdo                                                           |
| Cláudio Tovar        | Evandro                                                            |
| Marcelo Gonçalves    | Cara de Cão                                                        |
| Gabriel Canella      | Vermelho                                                           |
| Pedro Farah          | Jacinto                                                            |
| Werles Pajero        | Jairo                                                              |
| JP Rufino            | Sebastião Ferreira / Sebastião Sampaio Martinho (Pirulito)         |
| Xande Valois         | Cláudio Araújo (Claudinho)                                         |
| Nathália Costa       | Alice Lima                                                         |

### Participações especiais
| Intérprete           | Personagem                                           |
| -------------------- | ---------------------------------------------------- |
| Natália do Vale      | Neuza Maria de Souza, Baronesa de Goytacazes         |
| Celso Frateschi      | Joaquim de Souza, Barão de Goytacazes                |
| Leopoldo Pacheco     | Ernani Felipe dos Santos                             |
| Luís Gustavo         | Eustáquio Fragoso (Comendador Fragoso)               |
| Isabela Garcia       | Nádia Fragoso                                        |
| Daniel Dias          | Perseu Fragoso                                       |
| Hélio Ribeiro        | Eugênio Costa                                        |
| Márcia Barroso       | Carlota Costa                                        |
| Ricardo Pavão        | Delegado Peixoto                                     |
| Pedro Brandão        | Leandro Costa                                        |
| Débora Olivieri      | Ana Maria Lima                                       |
| Cosme dos Santos     | Ezequiel                                             |
| Alice Borges         | Diva                                                 |
| Léa Garcia           | Mazé                                                 |
| Janine Salles        | Janete                                               |
| Daniel Dalcin        | Médico de Maria                                      |
| Claudio Amado        | Serginho                                             |
| Alexandre Dacosta    | Alcides do Amaral                                    |
| Carlos Fonte Boa     | Ermenigildo                                          |
| Pedro Henrique Lopes | Padre Francisco                                      |
| Luiz Magnelli        | Detetive Peçanha                                     |
| Jitman Vibranovski   | Jurado Oscar de Mello Rodrigues                      |
| Anja Bittencourt     | Diretora Margot                                      |
| Paulo Carvalho       | Delegado Piratininga                                 |
| Pietro Mário         | Tio Walter Araújo                                    |
| Gustavo Ottoni       | grafólogo                                            |
| Renato Rabello       | Leonardo                                             |
| Marcos França        | Dr. Haroldo Miranda                                  |
| Adriano Peterman     | Tigre                                                |
| Spencer Callahan     | Dr. Stephen Smith                                    |
| Márcia Manfredinni   | Dona Eufrásia                                        |
| Neusa Maria Faro     | mulher no enterro                                    |
| Izak Dahora          | Jacinto                                              |
| Chico Terrah         | Juarez                                               |
| Maria Lídia Costa    | Madrinha de Osório                                   |
| Aldo Perrota         | jogador de pôquer                                    |
| Henrique Taxman      | Dr. Faustino Louzada                                 |
| Beto Vandesteen      | Godofredo                                            |
| Andréa Dantas        | mulher de Inácio                                     |
| Silvio Matos         | Padre de Piracema                                    |
| Land Vieira          | Capanga de Cara de Cão                               |
| Ronaldo Reis         | Funcionário do IML                                   |
| José Araújo          | Capataz do Barão                                     |
| Nathalia Dill        | Anastácia (jovem)                                    |
| Luiz Felipe Mendes   | Capataz do Barão (jovem)                             |
| Alexandre Victor     | Candinho (criança)                                   |
| Mônica Rossi         | Stela (personagem da radionovela Herança de Ódio)    |
| Ricardo Schnetzer    | Hércules (personagem da radionovela Herança de Ódio) |
| Gustavo Nader        | Altemar (personagem da radionovela Herança de Ódio)  |
| Jéssica Marina       | Violeta (personagem da radionovela Herança de Ódio)  |
| Duio Botta           | Raul (personagem da radionovela Herança de Ódio)'    |
| Gutemberg Barros     | Altemar (personagem da radionovela Herança de Ódio)  |
| Well Aguiar          | Altemar (personagem da radionovela Herança de Ódio)  |
| Daniel Rangel        | Rapaz que ajuda Romeu a roubar                       |
| Zeca Assunpção       | Segurança do Dancing                                 |

## Produção
Êta Mundo Bom! teve previsão inicial de estreia pra o segundo semestre de 2016, logo após a novela Trem Bom de Maurício Gyboski. Porém, devido a um desentendimento entre Walcyr Carrasco e Aguinaldo Silva (o supervisor de Trem Bom), a Globo resolveu adiar a estreia da trama de Gyboski e colocar a trama de Walcyr no lugar dela, estreando assim em janeiro de 2016. Posteriormente, a novela de Gyboski ainda passaria sua supervisão para Lauro César Muniz, mas acabou cancelada pela emissora. Este trabalho retomou a parceria entre Walcyr Carrasco e Jorge Fernando. O último trabalho deles foi Caras & Bocas (2009). Retoma, ainda, a volta da dupla ao horário das seis, após o estrondoso sucesso de Alma Gêmea (2005). Sob o comando dos coreógrafos Caio Nunes e Carla Martins, nos Estúdios Globo, durante três meses os atores Eriberto Leão, Débora Nascimento, Priscila Fantin, Rainer Cadete, Marianna Armellini, Klebber Toledo e Maria Carol Rebello tiveram aulas de bolero, mambo, charleston, entre outros estilos típicos da época retratada na novela (década de 1940). Camila Queiroz teve aulas de equitação para viver sua personagem Mafalda.
Os atores do núcleo da fazenda Dom Pedro II – Camila Queiroz, Elizabeth Savalla, Ary Fontoura, Anderson Di Rizzi, Rosi Campos, Sérgio Guizé, Miguel Rômulo, Dhu Moraes e Jeniffer Nascimento – tiveram aulas de prosódia com a instrutora de dramaturgia Íris Gomes da Costa. O objetivo foi aprender o sotaque caipira do interior de São Paulo, onde vivem na trama. No entanto, Débora Nascimento começou a novela falando caipirês e, ao longo da trama, passou a usar a norma culta, pois, com a mudança da personagem para a cidade, aprendera a falar corretamente.
O núcleo foi livremente inspirado no conto O Comprador de Fazendas, do livro Urupês, escrito por Monteiro Lobato. O conto teve uma adaptação pro cinema, em 1951, e que foi protagonizada por Agildo Ribeiro.

### Escolha do nome e logotipo
| |  |  |
| Comparações de logotipo; a primeira imagem foi divulgada durante as chamadas iniciais da trama; sendo alterada para segunda devido a discordâncias de profissionais da língua portuguesa quanto ao uso do acento circunflexo na interjeição "Eta". |  |  |

No começo dos trabalhos, a trama teve o título provisório de Candinho, devido ao nome do personagem de Sergio Guizé - o protagonista da trama. Posteriormente, foi alterado em definitivo para Êta Mundo Bom!, em referência ao bordão do personagem de Marco Nanini, o professor Pancrácio.
Criada pelo departamento de publicidade da TV Globo, o logotipo exibido em suas primeiras chamadas - junto com toda a divulgação da novela em suas mídias oficiais - apresenta um acento circunflexo na interjeição "Eta", considerado um erro de ortografia por não ser citado nos dicionários de língua portuguesa. Procurados pelo jornalista Maurício Stycer, do UOL, os professores Pasquale Cipro Neto e Edna Perrotti confirmaram que não havia nenhuma regra que estabelecia o uso de acento nessa interjeição. O departamento de publicidade da emissora afirmou que usou da "liberdade artística para reforçar o acento caipira". Na semana seguinte, o logotipo foi alterado e o acento virou um chapéu em miniatura colocado na ponta da letra, segundo o mesmo departamento, "para reforçar e deixar mais evidente que o acento marca o sotaque caipira".

### Cenografia

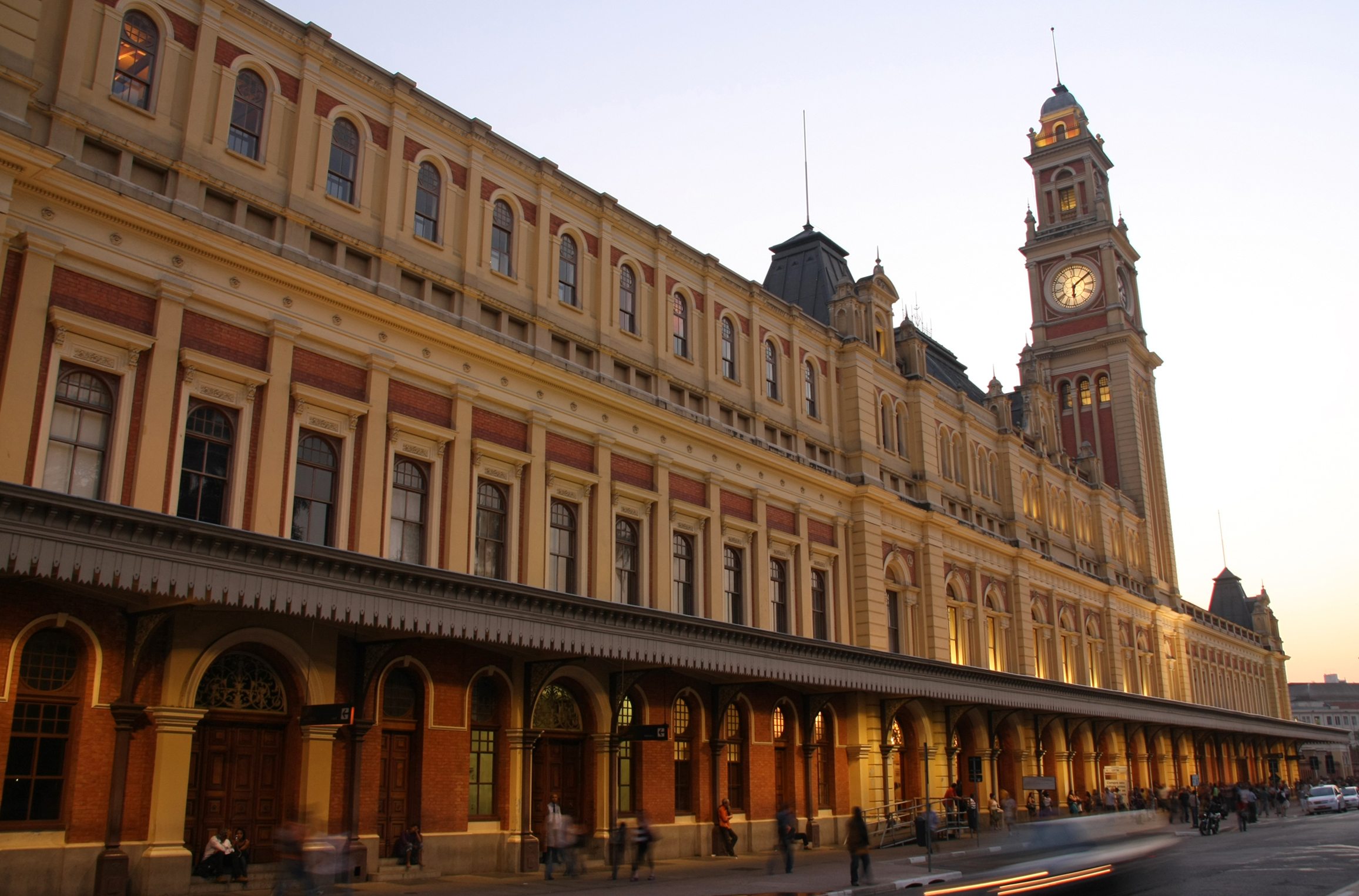
A trama teve cenas gravadas na Estação da Luz, em São Paulo.

A equipe da novela começou as gravações em três cidades do interior do estado do Rio de Janeiro: Paty do Alferes, Vassouras e Teresópolis. Depois seguiu para São Paulo, onde gravou em cenários como o Viaduto Santa Ifigênia, a Estação da Luz, o Parque da Luz, o Palácio dos Cedros, o Teatro Municipal, o Pátio do Colégio e o Museu da Imigração, entre outros. Parte do enredo é ambientada na fazenda D. Pedro II, nos arredores da cidade fictícia de Piracema, propriedade de Quinzinho e Cunegundes, herança do avô de Quinzinho, Cândido. Aqui teria dormido uma noite o Imperador D. Pedro II, facto a que os proprietários não se cansam de aludir. A fazenda foi levantada no espaço de cinco meses num terreno dos Estúdios Globo, no Rio de Janeiro.
Para repor a grama foram usadas sementes de alpiste, após o que foram transplantados para o local árvores, pés de amora, acerola, banana e limão, entre plantações de cana-de-açúcar e aipim. Para acentuar o bucolismo do lugar, cupinzeiros e casas de joão-de-barro cenográficos foram colocados ao redor do antigo casarão, de um forno a lenha e de um galinheiro. O Centro de São Paulo, onde se passa outra parte da trama, foi também erguido nos Estúdios Globo, num espaço de 14 mil metros quadrados.

### Escolha do elenco
Os protagonistas Sergio Guizé e Débora Nascimento foram confirmados como casal protagonista enquanto ainda estavam atuando na novela Alto Astral. A produção marca a estreia da atriz Giovanna Grigio na Globo. Entre 2013 e 2015 ela protagonizou a novela Chiquititas no SBT. A novela também retoma a parceria de Walcyr com Priscila Fantin, feita em novelas como Chocolate com Pimenta, Alma Gêmea e Sete Pecados. Após os boatos sobre desentendimentos entre eles, a atriz volta a trabalhar com o autor depois de 8 anos. Após superar o ressentimento com Flávia Alessandra, por ela não ter aceitado ter atuado em Amor à Vida, dessa vez o autor a convidou para interpretar a grande vilã da trama. Malvino Salvador interpretaria o vilão Ernesto, mas foi remanejado para protagonizar Haja Coração, sendo substituído por Eriberto Leão. Inicialmente escalado para interpretar Zé dos Porcos, Gabriel Godoy, foi também remanejado para o elenco de Haja Coração e o personagem ficou com Anderson Di Rizzi.
A atriz Neusa Maria Faro começou a gravar como a personagem Olímpia Castelar, a radioatriz de Herança de Ódio, mas teve que se ausentar após ficar doente e suas cenas tiveram que ser refeitas por Rosane Gofman, que entrou para substituí-la. Apesar disso, uma cena com Neusa ao fundo no primeiro capítulo foi mantida, como uma forma de homenagear a atriz.
Êta Mundo Bom! marca o retorno de Marco Nanini às novelas depois de 17 anos, afastado do gênero desde Andando nas Nuvens, em 1999.

### Vinheta de abertura
A abertura da telenovela apresenta colagens de imagens diversas da década de 1920, retratando os temas abordados na trama ao som de "O Sanfoneiro Só Tocava Isso", de Suricato, sendo esta uma regravação da música homônima de Tonico e Tinoco. Dentre as colagens, são exibidas imagens de animais da fazenda, como galinhas e porcos, intercaladas com imagens do protagonista Sérgio Guizé com seu burro de estimação e imagens de São Paulo na década de 1940. A vinheta inicia com a narração "Rede Globo apresenta: Êta Mundo Bom!", fazendo referência as aberturas das primeiras telenovelas brasileiras. Em crítica para seu blog no UOL, Nilson Xavier reparou que a edição usada é semelhante com a vinheta de abertura da novela das sete em exibição, Totalmente Demais.

### Controvérsias
Coautora da trama, Maria Elisa Berredo foi dispensada da produção em abril de 2016 por se desentender com Walcyr, já que segundo ele, a colega estava dando pitaco demais, ditando regra em um território em que "ele é o rei", o das novelas das seis. Maria Elisa tinha autonomia para mexer no texto de Carrasco, e ele não gostou, ao contrário do que ocorreu quando escreveram Verdades Secretas (2015), e Berredo tinha experiência maior em novelas das 21 horas, pelos temas mais pesados, tendo participação decisiva no sucesso da trama. Maria Elisa também foi responsável pela troca de colaboradores, propondo a saída de Claudia Tajes e Daniel Berlinsky; entretanto, depois da troca Carrasco concluiu que o problema era Maria Elisa. A emissora argumentou que divergências acontecem quando se trabalha em grupo, e Carrasco justificou através do Twitter, que os estilos deixaram de combinar, apesar da competência de Berredo. Nelson Nadotti e Vinicius Vianna, considerados mais experientes, entraram como colaboradores.

## Exibição
O primeiro capítulo de Êta Mundo Bom! foi exibido em 18 de janeiro de 2016, na faixa de telenovelas das seis da emissora. De acordo com o Sistema de Classificação Indicativa Brasileiro, a trama é exibida desde sua estreia como "Não recomendada para menores de 10 anos" por autoclassificação da emissora. Junto com a estreia na TV, a radionovela Herança de Ódio passou a ser exibida na Rádio Globo, com três capítulos semanais, dentro do Show do Antônio Carlos para o Rio de Janeiro e demais afiliadas durante a programação. Além da radionovela, em uma ação inédita de parceria, o portal Gshow lançou com exclusividade o clipe oficial da música "Quem Vem de Longe", do cantor Gusttavo Lima, tema do protagonista Candinho. No vídeo, gravado na cidade cenográfica da novela, a origem humilde do artista, em Minas Gerais, é colocada em paralelo com a história de Candinho (Sergio Guizé) em Êta Mundo Bom!.
Para homenagear o personagem Jeca, vivido por Mazzaropi no filme Candinho, o site Gshow lançou um documentário com depoimentos exclusivos do diretor-geral Jorge Fernando; dos atores Roberto Pirillo e André Luiz Toledo, que contracenaram com Mazzaropi; de Sergio Guizé e Anderson Di Rizzi e do pesquisador Claudio Marques. A produção mostra ainda imagens do acervo do artista, fotos e trechos de filmes, detalhes de sua vida e exemplos do legado que deixou para o cinema brasileiro.

### Reprise
Foi reexibida no Vale a Pena Ver de Novo de 27 de abril a 11 de setembro de 2020, em 100 capítulos, substituindo Avenida Brasil e sendo substituída por Laços de Família, sendo a primeira novela da década de 2020 na faixa. Em 5 de maio de 2020, o final do capítulo homenageou o ator Flávio Migliaccio, que faleceu no dia anterior por suicídio.
Inicialmente, a trama estava cotada para o Vale a Pena Ver de Novo ainda em 2019, como substituta de Por Amor, de Manoel Carlos. A informação foi confirmada pela jornalista Patrícia Kogut, que também divulgou que o ator Sergio Guizé havia gravado chamadas da reprise revivendo o personagem Candinho junto com o burro Policarpo. O ator também chegou a usar as redes sociais para informar a novidade. Porém, dias depois, a emissora trocou Êta Mundo Bom! pela novela Avenida Brasil, para manter a boa audiência conquistada pela trama. As imagens gravadas por Guizé em 2019 foram aproveitadas para divulgar a reprise confirmada posteriormente. Para a reprise, a radionovela Herança de Ódio foi reeditada e disponibilizada em formato de podcast pelo Gshow a partir da mesma data. Os capítulos eram publicados às segundas, quartas e sextas-feiras, mesma periodicidade de sua transmissão original.
Êta Mundo Bom! foi a última novela das 18h a ser reprisada no Vale a Pena Ver de Novo, visto que em 2021, a TV Globo criou outro horário de novelas focado apenas em reprisar obras das 18h e das 19h, deixando o Vale a Pena Ver de Novo exclusivamente para reprises de novelas das 20h e das 21h. Tal regra seria encerrada em 2024 com a reprise de Alma Gêmea.

### Exibição internacional
Êta Mundo Bom! estreou no Uruguai, através da Teledoce, com o título ¡Qué vida buena! ("Que Vida Boa!", em tradução literal), em 23 de março de 2020, substituindo a telenovela mexicana Soltero con hijas no horario das 17:15hs. Apesar de ter sido um sucesso, o horário foi alterado várias vezes, passando assim às 16:00, 17:30 e 18:30.
Estreou em Portugal em 27 de julho de 2020 no canal SIC, sendo substituída por Orgulho e Paixão, a partir do dia 17 de maio de 2021. Sendo a primeira novela brasileira no horário das 19h, desde que Novo Mundo foi remanejada para as madrugadas da estação devido às más audiências. O principal motivo para a sua exibição foi o cancelamento da atração que sucederia os diários do Quem Quer Namorar com o Agricultor?. 

## Recepção

### Audiência
Exibição original
O primeiro capítulo, de acordo com dados consolidados da Grande São Paulo, marcou 25,9 pontos, conseguindo a maior audiência de uma estreia de novelas da faixa das seis, desde Araguaia (2010). No Rio de Janeiro, a trama registrou 29 pontos. Nas duas regiões, a alta na audiência impulsionou as atrações seguintes. Sua maior audiência foi de 33 pontos em São Paulo e 36 pontos no Rio de Janeiro, que se deu no capítulo em que Ernesto é desmascarado no altar.
Até junho de 2016, a novela acumulou média de 25,88 pontos, sendo a novela mais vista em dez anos, superando todas as suas antecessoras, perdendo apenas para O Profeta, que finalizou com 32 pontos, tornando-se o maior fenômeno da Globo na Grande São Paulo nos últimos anos. No capítulo de 10 de agosto de 2016, a novela bateu seu recorde de audiência, conseguindo a maior pontuação desde o último capítulo de O Profeta. Foram 42 pontos no Rio de Janeiro, e 36 em São Paulo.
No último capítulo, a novela não bateu seu recorde, marcando 31 pontos em São Paulo. No Rio de Janeiro, o capítulo registrou 36 pontos, maior audiência desde Paraíso. Terminou com 27 pontos de média geral em São Paulo, sendo esta a maior audiência em dez anos e também a maior audiência de uma novela no horário das 18hs na década de 2010.
Reprise
Herdando os altos índices da reta final de Avenida Brasil, o primeiro capítulo reestreou com 23 pontos e picos de 24, tornando-se a segunda melhor estreia do Vale a Pena Ver de Novo desde 2010. O segundo capítulo manteve a mesma média, repetindo o ótimo desempenho da faixa e se tornando a melhor média de um segundo capítulo desde 2004. O terceiro capítulo cravou 20 pontos. Em sua primeira semana acumulou uma média de 21,7 pontos, a melhor da faixa desde Corpo Dourado.
Completando um mês no ar em maio, a novela acumulou uma média geral de 20 pontos na Grande São Paulo, marca que não era vista desde 2004. Já no Rio de Janeiro, a trama completou seu primeiro mês com 22 pontos, maior marca desde 2009. Também ultrapassou até mesmo títulos inéditos das 18h como Lado a Lado, Joia Rara, Meu Pedacinho de Chão, Boogie Oogie, Sete Vidas, Além do Tempo e Espelho da Vida.
Em 30 de julho de 2020, bate recorde com 25 pontos e picos de 28, com a exibição da cena em que Candinho e Anastácia são expulsos de casa por Sandra. Também se tornou a terceira novela mais assistida do dia, ficando atrás apenas das reprises especiais de Totalmente Demais e Fina Estampa. Em 18 de agosto de 2020, bate novo recorde com 26 pontos. Em 20 de agosto, chega aos 27 pontos se tornando a atração mais assistida das tardes da Globo naquele dia. O penúltimo capítulo registrou 27,5 pontos, sendo essa a sua maior audiência, além de ser a segunda atração mais assistida do dia, ficando atrás apenas de Fina Estampa em 50,3% de televisores ligados. O último capítulo não bateu recorde, mas registrou 25 pontos, sendo o melhor desfecho da faixa desde Alma Gêmea. Terminou com média geral de 21,44 pontos, sendo a maior audiência do Vale a Pena Ver de Novo desde a primeira reprise de Anjo Mau em 2003, que teve média de 25,8 pontos.

#### Em Portugal
A novela tornou-se um grande sucesso, chegando a ser a novela mais vista no país. No primeiro episódio, em 27 de julho de 2020, a novela conquistou 951 mil telespectadores (10,1% de audiência média e 25,5% de share). Com a liderança absoluta no horário, a história de Candinho conseguiu um feito histórico: superar todas as audiências de estreias do horário desde Cheias de Charme (2013). Em 10 de novembro, teve o pior resultado desde a estreia (7,9% de audiência média e 16,3% de share). Em 25 de janeiro de 2021, registou a audiência mais alta desde que estreou, conquistando 1 milhão e 56 mil espectadores (11,2% de audiência média e 19,9% de share). Dois dias depois, a novela de Walcyr Carrasco alcançou mais um recorde: 11,9% de audiência e 20,4% de share, sendo vista em média por 1 milhão e 129 mil espectadores. Em 11 de fevereiro bateu um novo recorde de audiência, com um milhão e 205 mil telespectadores (12,7% de média e 23,2% de share). Em 9 de março, aproveitando a quebra das novelas da noite, a produção da Globo foi a novela mais vista do dia, sendo vista por 1 milhão e 77 mil espectadores (11,4% de audiência e 22,2% de share). Êta Mundo Bom entrou nos últimos episódios em 5 de maio, mantendo a liderança (10,2% de audiência média e 23,3% de share). Em 21 de maio, uma sexta-feira, a SIC exibiu um especial da novela, fazendo um retrospecto de toda a trama, o que fez com que o último episódio fosse transmitido na segunda-feira seguinte. O especial foi líder isolado no horário, marcando 9,8% de audiência média e 24,7% de share, com 927 900 telespectadores. O desfecho da história de Candinho rendeu à estação cerca de 1 milhão e 24 mil espectadores e uma audiência média de 10,8% e 25.2% de share.

### Prêmios e indicações

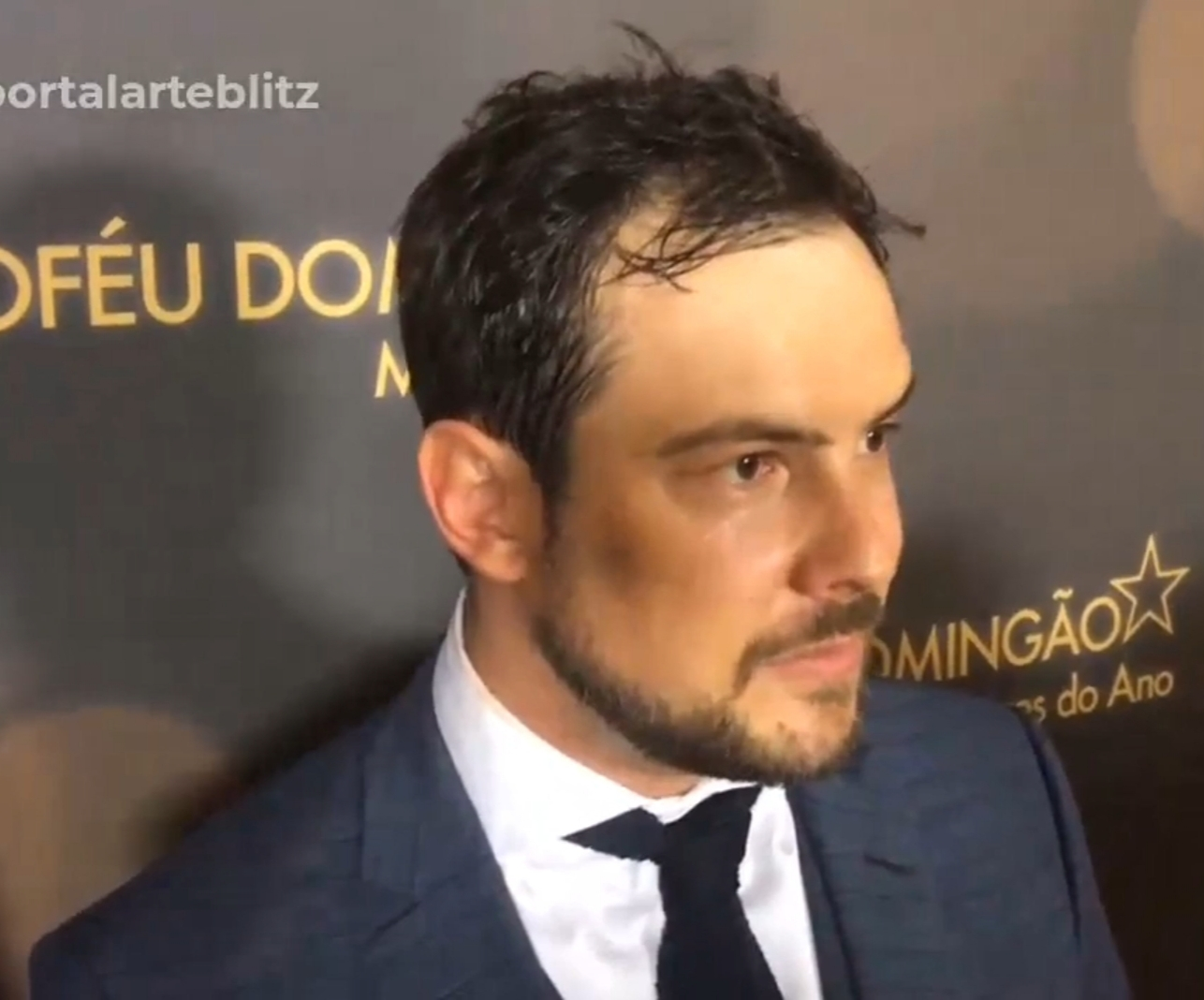
Sergio Guizé foi aclamado pela crítica por sua atuação como Candinho e ganhou diversos prêmios. Nesta foto, durante o Melhores do Ano, que lhe rende o prêmio de melhor ator de novela.

| Ano  | Prêmio                    | Categoria                | Indicação                                | Resultado | Ref.    |
| ---- | ------------------------- | ------------------------ | ---------------------------------------- | --------- | ------- |
| 2016 | Prêmio Extra de Televisão | Melhor Novela            | Walcyr Carrasco                          | Venceu    | [ 105 ] |
| 2016 | Prêmio Extra de Televisão | Melhor Ator              | Sergio Guizé                             | Indicado  | [ 105 ] |
| 2016 | Prêmio Extra de Televisão | Melhor Atriz Coadjuvante | Camila Queiroz                           | Indicado  | [ 105 ] |
| 2016 | Prêmio Extra de Televisão | Melhor Ator Coadjuvante  | Anderson Di Rizzi                        | Indicado  | [ 105 ] |
| 2016 | Prêmio Extra de Televisão | Melhor Ator Coadjuvante  | Marco Nanini                             | Indicado  | [ 105 ] |
| 2016 | Prêmio Extra de Televisão | Melhor Ator/Atriz Mirim  | Xande Valois                             | Indicado  | [ 105 ] |
| 2016 | Prêmio Extra de Televisão | Tema de Novela           | "O Sanfoneiro Só Tocava Isso" - Suricato | Indicado  | [ 105 ] |
| 2016 | Troféu APCA               | Melhor Novela            | Walcyr Carrasco                          | Indicado  | [ 106 ] |
| 2016 | Troféu APCA               | Melhor Ator              | Sergio Guizé                             | Indicado  | [ 106 ] |
| 2016 | Melhores do Ano           | Melhor Ator de Novela    | Sergio Guizé                             | Venceu    | [ 107 ] |
| 2016 | Melhores do Ano           | Melhor Ator Coadjuvante  | Anderson Di Rizzi                        | Indicado  | [ 107 ] |
| 2016 | Melhores do Ano           | Melhor Atriz Coadjuvante | Camila Queiroz                           | Venceu    | [ 107 ] |
| 2016 | Melhores do Ano           | Melhor Ator/Atriz Mirim  | JP Rufino                                | Venceu    | [ 107 ] |
| 2016 | Melhores do Ano           | Personagem do Ano        | Pancrácio (Marco Nanini)                 | Venceu    | [ 107 ] |
| 2016 | Prêmio Quem de Televisão  | Melhor Ator              | Sergio Guizé                             | Indicado  | [ 108 ] |
| 2016 | Prêmio Quem de Televisão  | Melhor Atriz Coadjuvante | Camila Queiroz                           | Indicado  | [ 108 ] |
| 2016 | Prêmio Quem de Televisão  | Melhor Ator Coadjuvante  | Anderson Di Rizzi                        | Indicado  | [ 108 ] |
| 2016 | Prêmio Quem de Televisão  | Melhor Ator Coadjuvante  | Marco Nanini                             | Venceu    | [ 108 ] |
| 2016 | Prêmio Quem de Televisão  | Revelação                | Giovanna Grigio                          | Indicado  | [ 108 ] |
| 2016 | Prêmio Quem de Televisão  | Melhor Autor             | Walcyr Carrasco                          | Indicado  | [ 108 ] |
| 2017 | Troféu Imprensa           | Melhor Ator              | Sergio Guizé                             | Venceu    | [ 109 ] |
| 2017 | Troféu Internet           | Melhor Novela            | Walcyr Carrasco                          | Indicado  | [ 110 ] |
| 2017 | Troféu Internet           | Melhor Ator              | Marco Nanini                             | Indicado  | [ 110 ] |
| 2017 | Troféu Internet           | Melhor Ator              | Sergio Guizé                             | Venceu    | [ 110 ] |
| 2017 | Troféu Internet           | Melhor Atriz             | Camila Queiroz                           | Indicado  | [ 110 ] |

## Música

### Volume 1
A primeira trilha sonora da telenovela foi lançada em 11 de dezembro de 2015, quase 1 mês antes da estreia da trama. A capa apresenta o protagonista Sérgio Guizé, caracterizado como "Candinho", junto de seu animal de estimação.
| N.º            | Título                          | Artista                 | Duração |  |
| 1.             | "O Sanfoneiro Só Tocava Isso"   | Rodrigo Suricato        | 2:32    |  |
| 2.             | "Pé de Manacá"                  | Paula Fernandes         | 2:23    |  |
| 3.             | "O Que o Ouro Não Arruma"       | Daniel                  | 2:51    |  |
| 4.             | "Dois Pra Lá, Dois Pra Cá"      | Elis Regina             | 4:24    |  |
| 5.             | "Se Não Vira Jazz"              | Djavan                  | 3:47    |  |
| 6.             | "Estrada Vermelha"              | Victor & Leo            | 3:49    |  |
| 7.             | "No Rancho Fundo"               | Chitãozinho & Xororó    | 4:14    |  |
| 8.             | "A Saudade Mata a Gente"        | César Menotti & Fabiano | 3:09    |  |
| 9.             | "Saudade de Minha Terra"        | Zé Neto & Cristiano     | 3:15    |  |
| 10.            | "Quem Vem de Longe"             | Gusttavo Lima           | 3:19    |  |
| 11.            | "Avôhai"                        | Zé Ramalho              | 4:58    |  |
| 12.            | "Distante d'Ocê"                | Elba Ramalho            | 3:51    |  |
| 13.            | "Tico-tico no Fubá"             | Cluster Sisters         | 2:41    |  |
| 14.            | "Vem Morena"                    | Os Gonzagas             | 2:58    |  |
| 15.            | "O Samba da Minha Terra"        | Elza Soares             | 2:41    |  |
| 16.            | "Vida de Bailarina"             | Ângela Maria            | 3:07    |  |
| 17.            | "Dos Meus Braços Tu Não Sairás" | Nelson Gonçalves        | 3:21    |  |
| 18.            | "Escandalosa"                   | Emilinha Borba          | 2:47    |  |
| 19.            | "Segredo"                       | Dalva de Oliveira       | 2:47    |  |
| Duração total: | Duração total:                  | Duração total:          | 59:04   |  |

### Volume 2
A capa apresenta Débora Nascimento, Flávia Alessandra, Marco Nanini e Eriberto Leão, caracterizado como as personagens "Filomena", "Sandra", "Prof. Pancrácio" e "Ernesto" respectivamente.
| N.º            | Título                                      | Artista           | Duração |  |
| 1.             | "O Melhor Pra Mim"                          | Ivete Sangalo     | 3:05    |  |
| 2.             | "Felicidade"                                | Rita Lee          | 2:37    |  |
| 3.             | "O Impossível Vem pra Ficar"                | Lenine            | 2:28    |  |
| 4.             | "Êta Mundo Bão"                             | Renato Teixeira   | 3:03    |  |
| 5.             | "Meu Policarpo"                             | Sérgio Reis       | 2:27    |  |
| 6.             | "Ela é Minha Namorada"                      | Rodrigo Munari    | 2:25    |  |
| 7.             | "Casinha Branca"                            | Maria Bethânia    | 2:45    |  |
| 8.             | "Se Manca"                                  | Ana Carolina      | 2:42    |  |
| 9.             | "Dengosa"                                   | Maria Rita        | 2:33    |  |
| 10.            | "Atire a Primeira Pedra"                    | Thiaguinho        | 2:59    |  |
| 11.            | "Aquarela do Brasil" (Instrumental)         | Ray Conniff       | 3:03    |  |
| 12.            | "Anything Goes"                             | Cole Porter       | 3:08    |  |
| 13.            | "Moonlight Serenade" (Instrumental)         | Glenn Miller      | 3:21    |  |
| 14.            | "Besame Mucho"                              | Daniel Boaventura | 3:44    |  |
| 15.            | "Ciúme"                                     | Cídia             | 3:46    |  |
| 16.            | "O Amor Não Precisa Razão"                  | Jussara Silveira  | 2:50    |  |
| 17.            | "Tenha Pena de Mim"                         | Zizi Possi        | 2:43    |  |
| 18.            | "Eu Descobri"                               | Tuta Guedes       | 2:53    |  |
| 19.            | "Tudo Que Acontece de Ruim é Para Melhorar" | Moska             | 3:03    |  |
| Duração total: | Duração total:                              | Duração total:    | 55:35   |  |

### Instrumental
Êta Mundo Bom: Música Original de Mú Carvalho foi disponibilizado em 3 de junho de 2016 e contém trilhas instrumentais produzidas por Mú Carvalho para a trama. O material foi lançado em três volumes, contendo entre 39 a 42 faixas.
| Volume 1       |                                                     |         |  |
| N.º            | Título                                              | Duração |  |
| 1.             | "A Pureza do Amor Mmc (Tris Bg)"                    | 2:47    |  |
| 2.             | "A Pureza do Amor Mmc (Trisrom Full Mix)"           | 2:47    |  |
| 3.             | "Action Moo 1 Mmc (Ten Full Mix)"                   | 1:25    |  |
| 4.             | "Action Moo 2 Mmc (Ten Full Mix)"                   | 1:10    |  |
| 5.             | "Até Amanhã (Dance Orquestra)"                      | 1:43    |  |
| 6.             | "Beijo Em Si Bemol Maior Mmc (Rom Full Mix)"        | 1:16    |  |
| 7.             | "Bolero Moo 1 Mmc (Dance Full Mix)"                 | 1:16    |  |
| 8.             | "Bolero Moo 2 Mmc (Dance Nylon)"                    | 2:13    |  |
| 9.             | "Candinho 2 Mmc (Tris Bg)"                          | 1:50    |  |
| 10.            | "Candinho 2 Mmc (Tris Full Mix)"                    | 1:50    |  |
| 11.            | "Candinho 3 Mmc (Outros - Tris)"                    | 2:33    |  |
| 12.            | "Candinho 3 Mmc (Tris Vazia)"                       | 2:33    |  |
| 13.            | "Candinho 4 Mmc (Outros - Tris)"                    | 2:08    |  |
| 14.            | "Candinho 4 Mmc (Tris Bg)"                          | 2:08    |  |
| 15.            | "Candinho 5 Mmc (Outros - Tris)"                    | 2:25    |  |
| 16.            | "Candinho 5 Mmc (Tris Full Mix)"                    | 2:32    |  |
| 17.            | "Candinho 7 Mmc (Tris Bg)"                          | 1:39    |  |
| 18.            | "Candinho 7 Mmc (Tris Full Mix)"                    | 1:39    |  |
| 19.            | "Candinho 8 Mmc (Tris Bg)"                          | 1:44    |  |
| 20.            | "Candinho 8 Mmc (Tris Full Mix)"                    | 1:44    |  |
| 21.            | "Candinho 9 Mmc (Tris Full Mix)"                    | 2:26    |  |
| 22.            | "Candinho 9 Mmc (Tris Vazia)"                       | 2:25    |  |
| 23.            | "Candinho Mmc (Tris Full Mix)"                      | 1:58    |  |
| 24.            | "Candinho Sinfônico Mmc (Engten Full Mix)"          | 1:17    |  |
| 25.            | "Childrens Corner - Colligwoggs Cakewalk (Parte 1)" | 2:33    |  |
| 26.            | "Childrens Corner - Colligwoggs Cakewalk (Parte 2)" | 0:48    |  |
| 27.            | "Cigano Moo 1 Mmc (Ten Full Mix)"                   | 6:14    |  |
| 28.            | "Cigano Moo 2 Mmc (Ten Full Mix)"                   | 4:07    |  |
| 29.            | "Com Que Roupa (Dance Full Mix)"                    | 1:44    |  |
| 30.            | "Diana e Braz (Romântico)"                          | 1:47    |  |
| 31.            | "Diana e Braz (Triste)"                             | 1:29    |  |
| 32.            | "Drama Candinho (Tenso)"                            | 1:54    |  |
| 33.            | "Drama Grieg Mmc (Tris Full Mix)"                   | 2:26    |  |
| 34.            | "Epico Liszt (Drama)"                               | 3:06    |  |
| 35.            | "Etamundo 1 Mmc (Outros - Eng)"                     | 1:36    |  |
| 36.            | "Etamundo 1 Mmc (Eng Bg)"                           | 1:36    |  |
| 37.            | "Etamundo 2 Mmc (Outros - Eng Sus)"                 | 1:26    |  |
| 38.            | "Etamundo 2 Mmc (Engsus)"                           | 1:31    |  |
| 39.            | "Etamundo 3 Mmc (Outros - Eng)"                     | 0:53    |  |
| 40.            | "Etamundo 3 Mmc (Eng Bg)"                           | 0:52    |  |
| 41.            | "Etamundo 4 Mmc (Outros - Eng)"                     | 0:56    |  |
| 42.            | "Etamundo 4 Mmc (Eng Bg)"                           | 0:55    |  |
| Duração total: | Duração total:                                      | 1:23:48 |  |

| Volume 2       |                                           |         |  |
| N.º            | Título                                    | Duração |  |
| 1.             | "Etamundo 4 Mmc (Eng Slow)"               | 2:17    |  |
| 2.             | "Filme de Amor Mmc (Rom Full Mix)"        | 1:36    |  |
| 3.             | "Filomena Mmc (Eng Sanfonapiano)"         | 2:11    |  |
| 4.             | "Filomena Mmc (Rom Bg)"                   | 1:20    |  |
| 5.             | "Filomena Mmc (Rom Full Mix)"             | 1:20    |  |
| 6.             | "Filomena Mmc (Rom No Strings)"           | 1:19    |  |
| 7.             | "Fita Amarela (Dance Full Mix)"           | 1:09    |  |
| 8.             | "Gavotte (Strg4) [Bk]"                    | 3:19    |  |
| 9.             | "Gipsy Boogie Mmc (Outros - Eng)"         | 1:22    |  |
| 10.            | "Gosto Que Me Enrosco (Dance Orquestra)"  | 1:37    |  |
| 11.            | "Harpejii 6 Mmc (Ten Full Mix)"           | 2:41    |  |
| 12.            | "Homepiano 1 Mmc (Sus Full Mix)"          | 4:01    |  |
| 13.            | "Homepiano 2 Mmc (Sus Full Mix)"          | 2:51    |  |
| 14.            | "Insomnia Mmc (Ten Full Mix)"             | 1:14    |  |
| 15.            | "Jardim Magnetico Mmc (Rom Full Mix)"     | 2:40    |  |
| 16.            | "Jardim Magnetico Mmc (Rom Vazia)"        | 2:40    |  |
| 17.            | "Jardim Magnetico Mmc (Rom Violino)"      | 2:39    |  |
| 18.            | "Jura (Dance Completa)"                   | 1:49    |  |
| 19.            | "Jura (Dance Orquestra)"                  | 1:53    |  |
| 20.            | "Manouche 1 Mmc (Eng Bg)"                 | 1:30    |  |
| 21.            | "Manouche 1 Mmc (Eng Full Mix)"           | 1:29    |  |
| 22.            | "Manouche 1 Mmc (Sopros)"                 | 1:27    |  |
| 23.            | "Manouche 1 Mmc (Eng Trombone)"           | 1:30    |  |
| 24.            | "Marcha Nupcial"                          | 2:40    |  |
| 25.            | "Moral de Jegue Mmc (Ten Full Mix)"       | 2:08    |  |
| 26.            | "Moral de Jegue Mmc (Ten Vazia)"          | 2:08    |  |
| 27.            | "Na Moita Mmc (Sus)"                      | 1:20    |  |
| 28.            | "Na Moite Mmc (Sus Bg)"                   | 1:21    |  |
| 29.            | "Nocturne In B Major (Piano)"             | 2:33    |  |
| 30.            | "Noturno Moo (Tris Full Mix)"             | 2:15    |  |
| 31.            | "Nuvem Cigana (To Django) [Eng Bg]"       | 2:42    |  |
| 32.            | "Nuvem Cigana (To Django) [Eng Full Mix]" | 2:41    |  |
| 33.            | "O Bom de Bico Mmc (Eng Bg)"              | 1:27    |  |
| 34.            | "O Bom de Bico Mmc (Eng Clarinete)"       | 1:27    |  |
| 35.            | "O Bom de Bico Mmc (Eng Full Mix)"        | 1:30    |  |
| 36.            | "Bom de Bico Mmc (Eng Perc)"              | 1:26    |  |
| 37.            | "O Jeca e o Burro Mmc (Eng Full Mix)"     | 1:59    |  |
| 38.            | "O Jeca e o Burro Mmc (Eng Vazia)"        | 1:29    |  |
| 39.            | "Palpite Infeliz (Dance Full Mix)"        | 1:59    |  |
| 40.            | "Passacaile (Strg4) [Bk]"                 | 3:15    |  |
| Duração total: | Duração total:                            | 1:20:16 |  |

| Volume 3       |                                                  |         |  |
| N.º            | Título                                           | Duração |  |
| 1.             | "Piano Bar (Piano)"                              | 1:21    |  |
| 2.             | "Quimedha 1 Mmc (Ten Full Mix)"                  | 1:51    |  |
| 3.             | "Quimedha 2 Mmc (Ten Full Mix)"                  | 3:12    |  |
| 4.             | "Quimedha 3 Mmc (Ten Full Mix)"                  | 1:08    |  |
| 5.             | "Quimedha 3 Mmc (Ten Vazia)"                     | 1:08    |  |
| 6.             | "Quimedha 4 Mmc (Ten Full Mix)"                  | 1:35    |  |
| 7.             | "Quimedha 4 Mmc (Ten Vazia)"                     | 1:35    |  |
| 8.             | "Quimedha 5 Mmc (Ten Full Mix)"                  | 1:26    |  |
| 9.             | "Quimedha 5 Mmc (Ten Vazia)"                     | 1:25    |  |
| 10.            | "Quimedha 6 Mmc (Ten Full Mix)"                  | 2:21    |  |
| 11.            | "Quimedha 7 Mmc (Ten Full Mix)"                  | 1:27    |  |
| 12.            | "Quimedha 8 Mmc (Ten Drums Solo)"                | 1:43    |  |
| 13.            | "Quimedha 8 Mmc (Ten Full Mix)"                  | 1:45    |  |
| 14.            | "Radionovela Mmc (Rom Full Mix)"                 | 1:03    |  |
| 15.            | "Severo (Tenso)"                                 | 2:03    |  |
| 16.            | "Solitude 3 Mmc (Rom Full Mix)"                  | 2:17    |  |
| 17.            | "Suslocrio Mmc (Ten Bg)"                         | 3:03    |  |
| 18.            | "Suslocrio Mmc (Ten Full Mix)"                   | 3:05    |  |
| 19.            | "Suspcomedy Etamundo (Engten Full Mix)"          | 1:23    |  |
| 20.            | "Suspcomedy Etamundo (Engten Trombone)"          | 1:24    |  |
| 21.            | "Suspcomedy Etamundo (Engten Vazio)"             | 1:23    |  |
| 22.            | "Suspejii 2 Mmc (Ten Full Mix)"                  | 2:15    |  |
| 23.            | "Suspejii 3 Mmc (Ten Full Mix)"                  | 2:01    |  |
| 24.            | "Suspejii 4 Mmc (Ten Full Mix)"                  | 2:20    |  |
| 25.            | "Suspejii 5 Mmc (Ten Full Mix)"                  | 2:00    |  |
| 26.            | "Suspetamundo 2 Mmc (Ten Bg)"                    | 1:58    |  |
| 27.            | "Suspetamundo 2 Mmc (Ten Full Mix)"              | 1:58    |  |
| 28.            | "Suspetamundo 3 Mmc (Ten Full Mix)"              | 1:42    |  |
| 29.            | "Suspetamundo 3 Mmc (Ten Vazia)"                 | 1:34    |  |
| 30.            | "Suspetamundo 4 Mmc (Ten Full Mix)"              | 1:54    |  |
| 31.            | "Suspetamundo 5 Mmc (Sus Original)"              | 2:24    |  |
| 32.            | "Suspetamundo 6 Mmc (Outros - Ten)"              | 3:20    |  |
| 33.            | "Suspetamundo 7 Mmc (Outros - Ten)"              | 2:55    |  |
| 34.            | "Tango 2 Mmc (Eng Full Mix)"                     | 1:19    |  |
| 35.            | "Tristenso Mmc (Ten Full Mix)"                   | 2:03    |  |
| 36.            | "Valsa em Eb (Piano)"                            | 1:09    |  |
| 37.            | "Variacao Sobre um Tema de Ravel (Ten Full Mix)" | 0:56    |  |
| 38.            | "Variacao Sobre um Tema de Ravel (Ten Madeiras)" | 0:56    |  |
| 39.            | "Violetango (Tango)"                             | 1:32    |  |
| Duração total: | Duração total:                                   | 1:11:56 |  |

## Sequência
Em 23 de abril de 2024, a TV Globo anunciou que pretendia produzir no ano de 2025 uma continuação de Êta Mundo Bom! para o horário das 18h, aproveitando o sucesso de No Rancho Fundo, que é um epílogo de Mar do Sertão. Nessa fase, a novela continuaria sendo escrita por Walcyr Carrasco, mas teria a colaboração de Mauro Wilson, que foi transferido ao horário das seis com o cancelamento de Conta Comigo, uma vez que a novela das sete teria uma abordagem política e a ideia é evitar uma novela com tal tema em ano eleitoral. Intitulada inicialmente de Êta Mundo Bom! 2, a novela teve o título alterado para Êta Mundo Melhor!.
Sérgio Guizé, intérprete de Candinho, demonstrou interesse em repetir o seu papel. A notícia posteriormente seria confirmada pelo O Globo em 25 de maio de 2024, trazendo Amora Mautner como diretora. Assim como Guizé, Flávia Alessandra também mostrou vontade de repetir o papel da maquiavélica Sandra, iniciando as negociações com a Globo. No entanto, Carrasco e Mautner assumiriam a obra até o trigésimo capítulo, enquanto que o Wilson passaria a escrever o restante dos capítulos, já que a dupla estaria focada em escrever a próxima novela das nove, escalada inicialmente para substituir o texto de Gloria Perez no primeiro semestre de 2026.
Posteriormente, a emissora anunciou uma rodada de negociações com atores que participaram da trama, além de Guizé e Alessandra, como Elizabeth Savala, Ary Fontoura, Camila Queiroz e Anderson Di Rizzi. No caso de Queiroz, o convite se tornaria inviável, uma vez que a atriz já teria fechado compromissos com a Netflix para o ano de 2025. Durante o evento Upfront 2025, realizado em outubro de 2024, a Globo divulgou a sinopse da continuação, que se passaria na década de 50 e agora seria focada no sequestro do filho de Candinho e Filó e o personagem ganharia um novo par, já que a sua amada fugiria com Ernesto, levando o primogênito do casal. Agora, o personagem otimista lutaria para descobrir o paradeiro do menino, mas teria que enfrentar novos perigos pela frente, sendo um deles a soltura de Sandra. A novela também ganhou previsão de estreia para junho de 2025, substituindo Garota do Momento.